# Trofeo Internacional Costa del Sol 1966
El Trofeo Internacional Costa del Sol 1966 fue la VI edición del Trofeo Costa del Sol. Celebrado en la ciudad española de Málaga durante los días 14 y 15 de agosto de 1966, participaron el equipo organizador, el Málaga, el histórico Benfica de Eusébio, el conjunto inglés del Tottenham Hotspur, campeón de FA Cup ese año, y el Atlético de Madrid, campeón de Liga en la temporada 1965-66.

## Cuadro
|  | Semifinales          | Semifinales          |   |        | Final                | Final                |  |
|  | 14 de agosto de 1966 | 14 de agosto de 1966 |   |        | 15 de agosto de 1966 | 15 de agosto de 1966 |  |
|  |                      |                      |   |        |                      |                      |  |
|  |                      |                      |   |        |                      |                      |  |
|  | Málaga               | 1                    |   |        |                      |                      |  |
|  | Tottenham Hotspur    | 2                    |   |        |                      |                      |  |
|  |                      |                      |   |        |                      |                      |  |
|  |                      |                      |   |        |                      |                      |  |
|  |                      |                      |   |        | Tottenham Hotspur    | 2                    |  |
|  |                      | Benfica              | 1 |        |                      |                      |  |
|  |                      |                      |   |        |                      |                      |  |
|  |                      |                      |   |        |                      |                      |  |
|  |                      |                      |   |        | Tercer puesto        |                      |  |
|  |                      |                      |   |        |                      |                      |  |
|  | Atlético de Madrid   | 0                    |   | Málaga | 3                    |                      |  |
|  | Benfica              | 2                    |   |        | Atlético de Madrid   | 2                    |  |

## Semifinales
| 14 de agosto de 1966 | Málaga        | 1:2 (1:1) | Tottenham Hotspur           | Estadio La Rosaleda, Málaga                             |                                                         |
|                      | - 27' Otiñano | Reporte   | - 25' Mullery - 85' Gilzean | Asistencia: 20.000 espectadores Árbitro(s): Zariquiegui | Asistencia: 20.000 espectadores Árbitro(s): Zariquiegui |

| 14 de agosto de 1966 | Atlético de Madrid | 0:2 (0:2) | Benfica          | Estadio La Rosaleda, Málaga |                   |
|                      |                    | Reporte   | - 8' 24' Eusébio | Árbitro(s): Bueno           | Árbitro(s): Bueno |

## Tercer puesto
| 15 de agosto de 1966 | Málaga                                     | 3:2 (2:0, 2:2) (3:2 t. s.) | Atlético de Madrid          | Estadio La Rosaleda, Málaga                       |                                                   |
|                      | - 22' Otiñano - 40' Robles - 97' Ben Barek | Reporte                    | - 55' Urtiaga - 73' Cardona | Asistencia: 10.000 espectadores Árbitro(s): Bueno | Asistencia: 10.000 espectadores Árbitro(s): Bueno |

## Final
| 1     | POR   | Jennings       |  |
| 2     | DEF   | Kinnear        |  |
| 3     | DEF   | Henry          |  |
| 4     | DEF   | Knowles        |  |
| 5     | DEF   | Beal           |  |
| 6     | MED   | McKay          |  |
| 7     | MED   | Mullery        |  |
| 8     | MED   | Robertson      |  |
| 9     | DEL   | Gilzean        |  |
| 10    | DEL   | Venables       |  |
| 11    | DEL   | Greaves        |  |
| D. T. | D. T. | Bill Nicholson |  |

| 1     | POR   | Costa Pereira  |  |
| 2     | DEF   | Cavém          |  |
| 3     | DEF   | Raúl           |  |
| 4     | DEF   | Jacinto        |  |
| 5     | MED   | Cruz           |  |
| 6     | MED   | Santana        |  |
| 7     | DEL   | Coluna         |  |
| 8     | DEL   | José Augusto   |  |
| 9     | DEL   | Torres         |  |
| 10    | DEL   | Eusébio        |  |
| 11    | DEL   | Simões         |  |
| D. T. | D. T. | Fernando Riera |  |

| 13' · 66' | Greaves Robertson | 1:0 2:1 |

| 28' | Eusébio | 1:1 |

| Principal | Zariquiegui |

| 1     | POR   | Jennings       |  |
| 2     | DEF   | Kinnear        |  |
| 3     | DEF   | Henry          |  |
| 4     | DEF   | Knowles        |  |
| 5     | DEF   | Beal           |  |
| 6     | MED   | McKay          |  |
| 7     | MED   | Mullery        |  |
| 8     | MED   | Robertson      |  |
| 9     | DEL   | Gilzean        |  |
| 10    | DEL   | Venables       |  |
| 11    | DEL   | Greaves        |  |
| D. T. | D. T. | Bill Nicholson |  |

| 1     | POR   | Costa Pereira  |  |
| 2     | DEF   | Cavém          |  |
| 3     | DEF   | Raúl           |  |
| 4     | DEF   | Jacinto        |  |
| 5     | MED   | Cruz           |  |
| 6     | MED   | Santana        |  |
| 7     | DEL   | Coluna         |  |
| 8     | DEL   | José Augusto   |  |
| 9     | DEL   | Torres         |  |
| 10    | DEL   | Eusébio        |  |
| 11    | DEL   | Simões         |  |
| D. T. | D. T. | Fernando Riera |  |

| 13' · 66' | Greaves Robertson | 1:0 2:1 |

| 28' | Eusébio | 1:1 |

| Principal | Zariquiegui |

| 1     | POR   | Jennings       |  |
| 2     | DEF   | Kinnear        |  |
| 3     | DEF   | Henry          |  |
| 4     | DEF   | Knowles        |  |
| 5     | DEF   | Beal           |  |
| 6     | MED   | McKay          |  |
| 7     | MED   | Mullery        |  |
| 8     | MED   | Robertson      |  |
| 9     | DEL   | Gilzean        |  |
| 10    | DEL   | Venables       |  |
| 11    | DEL   | Greaves        |  |
| D. T. | D. T. | Bill Nicholson |  |

| 1     | POR   | Costa Pereira  |  |
| 2     | DEF   | Cavém          |  |
| 3     | DEF   | Raúl           |  |
| 4     | DEF   | Jacinto        |  |
| 5     | MED   | Cruz           |  |
| 6     | MED   | Santana        |  |
| 7     | DEL   | Coluna         |  |
| 8     | DEL   | José Augusto   |  |
| 9     | DEL   | Torres         |  |
| 10    | DEL   | Eusébio        |  |
| 11    | DEL   | Simões         |  |
| D. T. | D. T. | Fernando Riera |  |

| 13' · 66' | Greaves Robertson | 1:0 2:1 |

| 28' | Eusébio | 1:1 |

| Principal | Zariquiegui |

| 1     | POR   | Jennings       |  |
| 2     | DEF   | Kinnear        |  |
| 3     | DEF   | Henry          |  |
| 4     | DEF   | Knowles        |  |
| 5     | DEF   | Beal           |  |
| 6     | MED   | McKay          |  |
| 7     | MED   | Mullery        |  |
| 8     | MED   | Robertson      |  |
| 9     | DEL   | Gilzean        |  |
| 10    | DEL   | Venables       |  |
| 11    | DEL   | Greaves        |  |
| D. T. | D. T. | Bill Nicholson |  |

| 1     | POR   | Costa Pereira  |  |
| 2     | DEF   | Cavém          |  |
| 3     | DEF   | Raúl           |  |
| 4     | DEF   | Jacinto        |  |
| 5     | MED   | Cruz           |  |
| 6     | MED   | Santana        |  |
| 7     | DEL   | Coluna         |  |
| 8     | DEL   | José Augusto   |  |
| 9     | DEL   | Torres         |  |
| 10    | DEL   | Eusébio        |  |
| 11    | DEL   | Simões         |  |
| D. T. | D. T. | Fernando Riera |  |

| 13' · 66' | Greaves Robertson | 1:0 2:1 |

| 28' | Eusébio | 1:1 |

| Principal | Zariquiegui |

|                                            |
| Bandera de Inglaterra                      |
| Campeón Tottenham Hotspur F. C. 2.o título |